# Litopenaeus vannamei
El camarón patiblanco o langostino vannamei en España (Penaeus vannamei) es una especie de camarón de la familia Penaeidae, orden Decapoda. Es nativo del oriente del Océano Pacífico, desde el estado de Sonora, México, hasta el noroeste del Perú.

## Hábitat
Es una especie característica de las aguas con fondos lodosos (o arenas con lodo) entre 5 y 72 m de profundidad. Los adultos se encuentran en ambientes netamente marinos, mientras que la cría y levante se desarrollan en los estuarios y lagunas salobres. Es una especie propia de aguas con temperaturas medias anuales de unos 20 °C.

## Descripción
Presenta un cuerpo que tiende a ser cilíndrico o comprimido lateralmente, tiene un cefalotórax definido y porta un rostro aserrado con forma de quilla, su anatomía externa se caracteriza por un tronco compuesto de 14 segmentos más el telson de los cuales los ocho primeros forman el tórax y los últimos seis el abdomen; todos los segmentos portan apéndices, los que se encuentran en el abdomen anterior son llamados pleópodos y son usados para nadar y los posteriores son llamados periópodos que son usados para caminar en el fondo.
Posee una boca en posición ventral y el aparato digestivo se ensancha a lo largo del dorso, para formar una glándula digestiva grande llamado hepatopáncreas que excreta enzimas digestivas. El cordón nervioso se extiende a lo largo del vientre. Su órgano excretor es la glándula antenal que lanza sustancias de desecho al exterior. El sistema circulatorio es abierto y compuesto por vasos sanguíneos que transportan la hemolinfa la cual posee cobre y transporta el oxígeno, por la que desarrolla un color azuloso, el oxígeno y el dióxido de carbono es transportado desde y hasta las agallas donde se realiza el intercambio gaseoso

## Pesca y acuicultura
Durante todo el siglo XX esta especie fue muy importante para la pesca en la región.
En 1973, fue introducida en Florida para la acuicultura, con ejemplares capturados en Panamá. Los cultivos de L. vannamei se extendieron luego en el sudeste de Asia y en Latinoamérica, donde los picos de producción se han registrado durante los años cálidos de El Niño y las caídas de producción durante los años fríos de La Niña o como resultado de la presencia de enfermedades.
Para 2004 la producción global de L. vannamei alcanzó 1'116.000 toneladas.

### Enfermedades
En los cultivos se ha detectado la presencia de agentes patógenos tales como los virus Baculovirus penaei, de la baculovirosis tetraédrica; el virus de la mancha blanca (Nimaviridae); el virus de la necrosis infecciosa hipodermal y hematopoyética (Novirhabdovirus); el virus de la vacuolización del órgano linfoide y el Aparavirus del síndrome de Taura.; enfermedades bacterianas como: vibriosis sistémica, erosión bacteriana del caparazón, síndrome zoea II, enfermedad de las luminiscencias, necrosis del hepatopáncreas bacteriana (NHP-B) y las bacterias filamentosas (Leucothrix mucor); enfermedades causadas por protozoarios parásitos como: gregarinas, haplosporidios y microsporidios; enfermedades micóticas, como: micosis larval por Laginidium spp., Sirolpidium spp. y micosis por Fusarium solani; y la enfermedad causada por cianofitas llamada enteritis hemocítica.

## Vulnerabilidad
En 2010, Greenpeace incluyó el camarón blanco a su lista roja de pescados y mariscos que se venden comúnmente en los mercados del mundo y que "tienen un riesgo muy alto de que se obtengan a partir de la pesca no sostenible". Según Greenpeace fueron "destruidas grandes áreas de manglares en muchos países para pescar el camarón juvenil en el medio silvestre y abastecer las granjas de camarón y ocurrieron significativas violaciones de los derechos humanos".
Además de las evidencias de sobreexplotación del recurso camaronero en el Pacífico, la degradación de los ambientes costeros también amenaza las poblaciones naturales de L. vannamei, con actividades como la tala indiscriminada de bosques, la explotación maderera y la minería, entre otras, que generan gran cantidad de sedimentos y de contaminantes químicos y orgánicos que se acumulan en las aguas salobres
en las cuales es común encontrar larvas y juveniles de L. vannamei.